# Sapphire (yacht)
M/Y Sapphire är en motoryacht tillverkad av Nobiskrug i Tyskland. Hon levererades 2011 till sin ägare Filaret Galtjev, en rysk-grekisk oligark. Motoryachten designades helt av Newcruise-Yacht Projects + Design. Sapphire är 73,52 meter lång och har en kapacitet upp till tolv passagerare fördelat på sex hytter. Den har en besättning på 16 besättningsmän.
Motoryachten kostade $100 miljoner att bygga.